# Місао Кенто
Місао Кенто (нар. 16 квітня 1996, Мусасіно) — японський футболіст, що грає на позиції півзахисника.

## Клубна кар'єра
2015 року грав за команду «Токіо Верді», а з 2016 року захищає кольори «Касіма Антлерс».

## Виступи за збірну
Дебютував 2017 року в офіційних матчах у складі національної збірної Японії. У формі головної команди країни зіграв 1 матч.

## Титули і досягнення
- Чемпіон Азії (U-23): 2016